# Alma-Atinskaja
Alma-Atinskaja (in russo Алма-Атинская?) è una stazione della metropolitana di Mosca, capolinea meridionale della linea Zamoskvoreckaja. Si trova nell'estremità settentrionale del quartiere Brateevo. Venne inaugurata nel 2012.

## Curiosità
Il nome originario della stazione era Braeteevo, prendendo nome dall'omonimo quartiere in cui la stazione è situata. Tuttavia, a fine 2011, quando la stazione era ancora in costruzione, le autorità russe hanno deciso di rinominarla in Alma-Ata, in segno di amicizia con il Kazakistan. Una analoga operazione venne fatta nella metropolitana di Almaty, dove una stazione in costruzione è stata rinominata in Mosca.